# Favolaschia gaillardii
Favolaschia gaillardii är en svampart som först beskrevs av Narcisse Theophile Patouillard, och fick sitt nu gällande namn av Narcisse Theophile Patouillard 1895. Favolaschia gaillardii ingår i släktet Favolaschia och familjen Mycenaceae.   Inga underarter finns listade i Catalogue of Life.